# 白泉镇 (舟山市)
白泉镇是中华人民共和国浙江省舟山市定海区下辖的一个镇。
2013年8月28日，浙江省人民政府批复同意撤销北蝉乡、白泉镇建制，合并设立新的白泉镇。该镇辖14个行政村，镇政府驻繁强村万金湖路77号。

## 行政区划
白泉镇下辖以下村级行政区划单位：
繁强村、白泉村、金山村、柯梅村、河东村、毛竹山村、平湖村、米林村、皋泄村、洪家村、星塔村、星马村、小展村和新港村。